# Казанцев, Гавриил Фомич
Гавриил Фомич Казанцев (4 июня 1806, Екатеринбург, Пермская губерния — 1874, Екатеринбург, Пермская губерния) — екатеринбургский городской голова в 1850—1853 годах и 1856—1860 годах. 

## Биография
Родился в семье Фомы Федотовича Казанцева, екатеринбургского купца и купеческой дочки Евдокии Петровны Рязановой, происходишей из купеческого рода Рязановых. Гавриил был вторым из восемнадцати детей. Его отец, совместно с Я. М. Рязановым был страшиной екатеринбургского старообрядческого общества. Его дед, Федот Родионович, был родным братом купца и городского головы Ивана Родионовича Казанцева.
Уже его отец, Фома Федотович, владел первым в Екатеринбурге свечным заводом.
Начиная с 1828 года Гавриил Фомич участвовал в разработке золотых россыпей в Сибири вместе с Я. М. Рязановым, которому приходился внучатым племянником (старший брат Я. М. Рязанова, Пётр, был дедом Гавриил Фомича по матери). Позже продолжил заниматься этим на Южном Урале.
В 1849 году Гавриил Фомич Казанцев купил мукомольную мельницу меж деревнями Вьюхино и Фоминой на реке Исети. Его компаньоном по обслуживанию и сбыту стал его дядя Владимир Кириллович и купец А. М. Плеханов. 
Гаврила Фомич, как и его младшие братья, перешёл в единоверие только в 1846 году — последними из екатеринбургских крупных купцов (до этого из-за принадлежности к старообрядчеству дорога к заметным должностям в Екатеринбургском самоуправлении оказалась для него закрыта). Впрочем, в 1840 году Казанцев, по настоянию Я. М. Рязанова пожертвовал на строительство Иоанно-Златоустовского придела перестраиваемой в единоверческую Троицкой церкви полторы тысячи рублей ассигнациями. За несколько следующих лет Гавриил Фомич передал на устройство этой церкви 7 тысяч рублей серебром, отдал ей приобретенные им иконы и старопечатные книги, оставаясь при этом одним из попечителей старообрядческой общины Никольского храма.
Переход в единоверие позволил семье Казанцевых в 1848 году получить звание потомственных почетных граждан и уже в 1850 году Г. Ф. Казанцев встал на пост екатеринбургского городского головы, сменив своего двоюродного дядю Аникия Терентьевича Рязанова. Оставался он главой городского самоуправления до 1853 года, после чего снова занял это место в 1856 году, на этот раз сменив другого своего двоюродного дядю — Ивана Якимовича Рязанова.

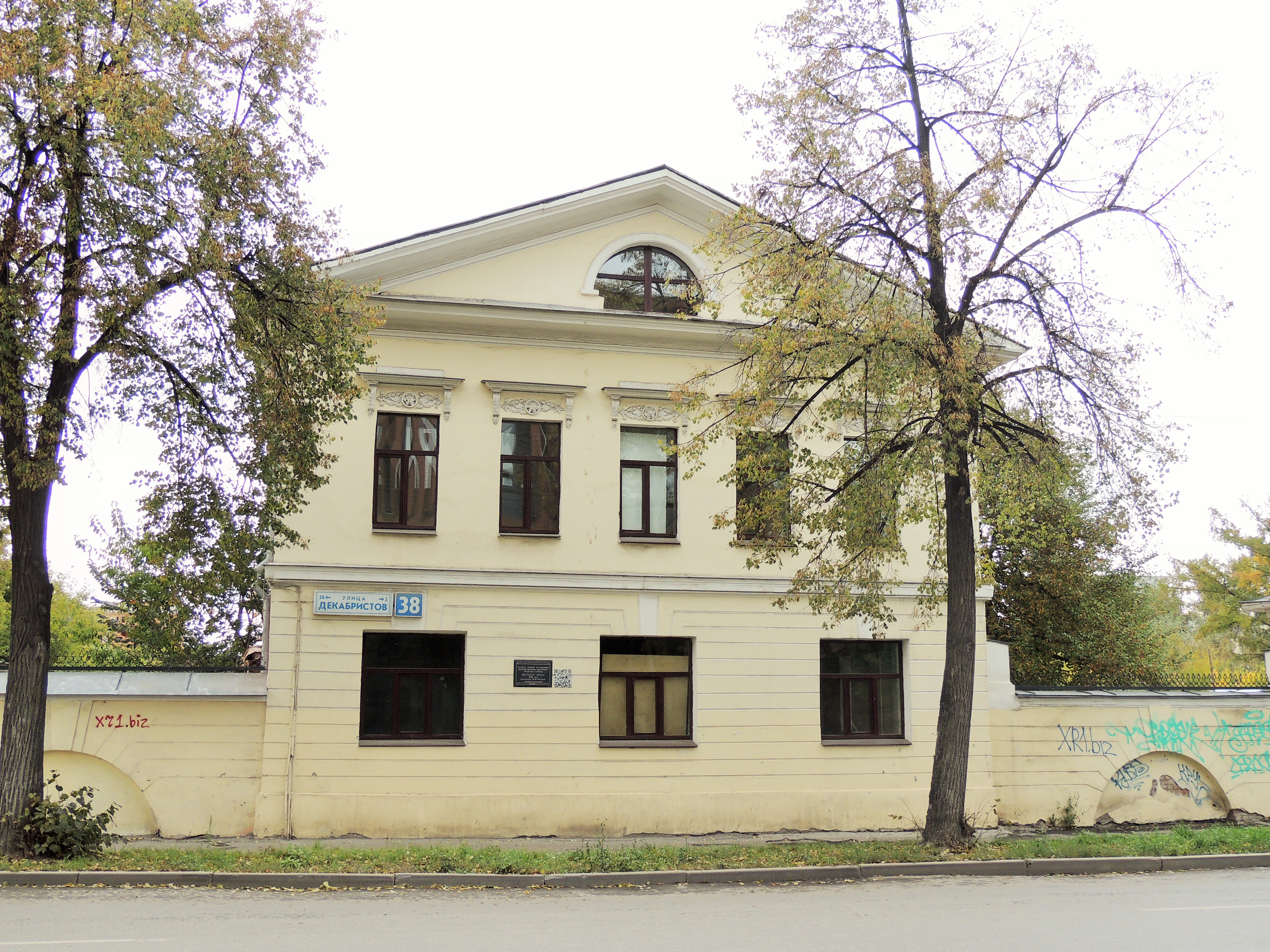
Усадьба Казанцевых, построенная архитектором М. П. Малаховым для отца Гавриила Фомича.

Именно во время нахождения Г. Ф. Казанцева во главе городской думы население Екатеринбурга сильно выросло — в период с 1830 по 1860 годы численность населения Екатеринбурга выросла в 1,7 раза. С 1850 по 1860 гг. объемы производства промышленности Екатеринбурга (негорнозаводской) выросли в 3 раза и составили 1,6 миллиона рублей в стоимостном эквиваленте.
Гаврила Фомич был человеком живо интересующимся общественно-политическим положением в стране и мире. Так, например, Г. Ф. Казанцев интересовался сенсимонизмом. В 1830 году оформил подписку на вторую часть романа
Ф.В. Булгарина «Дмитрий Самозванец».
В 1847 году участвовал в постройке первого городского театра.
Также он собрал редкую коллекцию книг, включая допетровские. При эвакуации вдовы его сына вместе с отступающими колчаковскими войсками коллекция попала в Иркутск, где и была реквизирована Советской властью. 
Скончался в 1874 году.